# Kelspoke Castle
Kelspoke Castle ist eine Burgruine über der Kilchattan Bay auf der Isle of Bute in der schottischen Council Area Argyll and Bute.

## Beschreibung
Von der Burg sind nur noch wenige oberirdische Ruinen erhalten. Es handelte sich vermutlich um ein Tower House mit L-förmigem Grundriss, das aus rotem Sandstein errichtet wurde. Die Bauzeit ist nicht bekannt.
Das Hauptgebäude im Südosten bedeckte eine Grundfläche von 6 Metern × 6 Metern. Davon ist in der Nordostecke noch ein 1,3 Meter hoher und 1,2 Meter breiter Mauerrest erhalten. Der Flügel des Gebäudes bedeckte eine Fläche von 16 Metern × 5 Metern. Davon sind allerdings nur noch grasbedeckte Fundamente erhalten.